# Exodos
Exodos (altgriechisch ἡ ἔξοδος, neugriechisch η έξοδος, je Singular Femininum) bedeutet etwa Auszug oder Ausgang.
- Im alten Testament bezeichnet Exodos den israelitischen Auszug aus Ägypten.
- In der antiken griechischen Tragödie bezeichnet Exodos die Teile nach dem letzten Lied des Chores.

## Verwendung in moderner griechischer Sprache
Exodos bedeutet im modernen Griechischen etwas hinter sich zu lassen oder auch der Ausgang. Beispielsweise bedeutet griechisch πάμε για έξοδο; páme giá éxodo?, deutsch ‚gehen wir aus?‘ Wenn man auf Griechisch nach dem Ausgang fragt, fragt man nach der Éxodos.
Im modernen Griechenland wird die Bedeutung Ausgang für das nächtliche Ausgehen in den Namen vieler Clubs, Cafés oder Bars deutlich sowie auch in den Namen von Zeitschriften und Magazinen mit dem Namen(-steil) Éxodos.